# Prairies, zones boisées et forêts d'altitude du Drakensberg
Localisation
Les prairies, zones boisées et forêts d'altitude du Drakensberg forment une écorégion terrestre définie par le Fonds mondial pour la nature (WWF), qui appartient au biome des prairies et brousses d'altitude de l'écozone afrotropicale. Elle  s'étend sur les zones de moyenne altitude du massif du Drakensberg en Afrique du Sud et en Eswatini, ainsi que sur le versant inférieur du plateau du Lesotho. Il s'agit d'une zone clé pour la  préservation du Rhinocéros blanc du Sud et du Gnou noir.
Sa végétation est principalement composée de prairies, mais comprend également l'un des rares exemples de forêts de conifères en Afrique, et connait un taux élevé d'endémisme végétal et animal (en particulier chez les reptiles). Son couvert végétal originel est fortement menacé par une fragmentation due à l'activité agricole.
L'écorégion fait partie de la liste « Global 200 » du WWF qui recense les écosystèmes les plus représentatifs de la biodiversité planétaire.